# هينتر غراوسبيتز
هينتر غراوسبيتز (بالإنجليزية: Hinter Grauspitz)‏ هو أحد جبال سلسلة سلسلة راتيكون، الألب وجزء من القمة الأم غراوسبيتز يقع في تريسين، ليختنشتاين. يبلغ ارتفاع الجبل حوالي 2574 متر، بينما يبلغ ارتفاع نتوء الجبل 72 متر.